# Владимиров, Павел Васильевич
Павел Васильевич Владимиров (13 [26] февраля 1907, Вятка — 2 сентября 1963, Курган) — сотрудник советских органов госбезопасности, командир партизанского отряда  «Пламя» в годы Великой Отечественной войны, полковник государственной безопасности.

## Биография
Павел Владимиров родился 13 (26) февраля 1907 года в семье рабочего в городе Вятке Вятского уезда Вятской губернии, ныне город Киров — административный центр Муниципального образования «Город Киров» и Кировской области.
В 1910 году с семьёй переехал в Николаевск-на-Амуре Приморской области. Весной 1920 года, когда Япония пыталась оккупировать Дальний Восток, отец ушёл в партизаны для борьбы с японскими интервентами, а семья активно ему помогала, но была вынуждена целый год жить в тайге.
Спустя некоторое время после изгнания интервентов Владимировы возвратились в Николаевск-на-Амуре.
После окончания школы начал трудовую деятельность в 15 лет маслёнщиком на рыбоконсервном заводе. В 1933 году комсомолец Владимиров был направлен на завод №  126 Наркомата авиационной промышленности, город Комсомольск-на-Амуре. В 1941 году работал заместителем директора завода.
Член ВКП(б), в 1952 году партия переименована в КПСС.
С 15 октября 1941 года слушатель курсов подготовки оперативного состава при межкраевой школе НКВД СССР в городе Хабаровске. После окончания курсов работал в органах госбезопасности Хабаровского края, дослужился до старшего оперуполномоченного.
В 1944 году переведён для прохождения дальнейшей службы в НКГБ Белорусской ССР. Получил оперативный псевдоним «Вихрев», возглавив спецгруппу из трёх человек. Ночью 16 апреля 1944 года группа была направлена самолётом в глубь вражеской территории с заданием десантироваться в Брестской области, куда они должны были доставить груз и приступить к работе в составе спецгруппы «Искра». При пересечении линии фронта самолёт обстреляли и повредили, затем его стали преследовать вражеские истребители. В мешках с грузом было большое количество взрывчатки. Командир экипажа решил десантировать разведчиков ранее предусмотренного заданием места выброски.
Отряд решил оставаться на месте выброски и начать работу в качестве самостоятельной спецгруппы. Это решение было одобрено Центром. По предложению Вихрева новой спецгруппе было присвоено наименование «Пламя». Место для базы выбрали в лесу, в трёх километрах от деревни Песочное Копыльского района Минской области.
28 апреля 1944 года был первый бой группы, вместе с партизанами она отражала поддерживаемое танками наступление немцев-карателей. В мае в отряде Вихрева было уже более ста человек. Из них создали одну разведывательную и три диверсионных группы. Действия отряда координировались командованием, радиосвязь была постоянной, с воздуха доставлялись боеприпасы, медикаменты. За три месяца спецгруппа «Пламя» провела 37 операций, совершила 45 диверсий, в том числе 24 - на железных дорогах Барановичи — Минск, Слуцк — Барановичи. Были пущены под откос 19 эшелонов, повреждено и уничтожено 19 паровозов, 121 вагон и 118 платформ с техникой. Разрушено около 1400 метров железнодорожного полотна. На шоссейных дорогах взорвано 14 мостов подорвано 5 автомашин. В ходе боёв и диверсий отрядом Вихрева ранено и убито около 600 немецких солдат и офицеров. Разведкой было выявлено свыше 449 активных пособников оккупантов. Часть из них была ликвидирована диверсионными группами. Потери отряда: один погибший и шестеро раненых, в том числе и сам командир, старший лейтенант государственной безопасности Владимиров был ранен и тяжело контужен. В июле 1944 года спецгруппа прибыла в освобождённый частями Красной Армии Минск.
Владимиров возвратился на прежнюю работу в НКГБ Белорусской ССР. 
С 15 сентября 1944 по 20 января 1945 года находился в составе опергруппы НКГБ СССР на территории Польши, затем продолжил службу на руководящих должностях в органах госбезопасности Белорусской ССР.
В 1946 году продолжил службу на руководящих должностях в органах госбезопасности Омской области: начальник Отдела, заместитель начальника Отдела Управления МГБ по Омской области.
В марте 1953 года назначен на должность заместителя начальника Управления МВД СССР по Курганской области.
В апреле 1954 года назначен начальником  Управления Комитета государственной безопасности СССР по Курганской области.
Павел Васильевич Владимиров умер 2 сентября 1963 года в городе Кургане Курганской области.

## Награды
- Орден Ленина
- Медаль «Партизану Отечественной войны» I степени[4]
- Медаль «Партизану Отечественной войны» II степени

## Память
- Мемориальная доска на доме, где жил, город Курган, ул. Ленина, 32. Установлена в сентябре 2014 года[5].
- В музее «Память» школы № 24 города Кургана оформлен стенд, посвящённый его жизни[6].